# Bed of Roses (filme de 1996)
Bed of Roses (Brasil: Rosas da Sedução / Portugal: Um Mundo de Rosas) é um filme de drama romântico de 1996 estrelado por Christian Slater e Mary Stuart Masterson. É escrito e dirigido por Michael Goldenberg.

## Sinopse
Lisa Walker (Mary Stuart Masterson) é uma executiva que se acostumou a ficar sozinha, mas não gosta muito disso. Ela foi abandonada por seus pais biológicos e depois passou a maior parte de sua infância sendo criada por Stanley (S.A. Griffin), um pai adotivo que nunca amou Lisa de verdade depois que sua mãe adotiva morreu.
Um dia, Lisa fica sabendo que Stanley morreu. Sozinha em seu apartamento, depois de tentar alimentá-la com peixes de estimação agora mortos, ela desaba e chora incontrolavelmente. No dia seguinte, no trabalho, Lisa recebe uma entrega inesperada de flores de um admirador secreto. Intrigada, ela pressiona o entregador para obter informações sobre quem pode ter enviado as flores. Ele diz que o remetente deseja permanecer anônimo. Lisa pede nomes às amigas e visita a floricultura sem sucesso.
Depois de se conhecerem melhor, ele confessa que os enviou. Lewis (Christian Slater) dirige uma floricultura e costuma fazer longas caminhadas pela vizinhança à noite, tentando perder as memórias de sua falecida esposa e filho. Ele viu Lisa chorando em sua janela e esperava que as rosas a alegrassem. Em pouco tempo, Lisa e Lewis começam a namorar, mas cada um tem problemas emocionais para resolver antes que sua história possa ter um final feliz.

## Elenco
- Christian Slater como Lewis Farrell[3]
- Mary Stuart Masterson como Lisa Walker[3]
- Pamela Adlon como Kim (creditada como Pamela Segall)[3]
- Josh Brolin como Danny[3]
- Debra Monk como Mrs. Farrell
- Mary Alice como Alice
- Desiree Casado como Amelia
- Kenneth Cranham como Simon
- Ally Walker como Wendy
- S.A. Griffin como Stanley

## Recepção
O Rotten Tomatoes dá a Bed of Roses uma avaliação crítica de 20% e uma avaliação de público de 67%.

## Trilha sonora
Referência:
| N.º            | Título                          | Compositor(es) | Artista        | Duração |  |
| 1.             | "Boom"                          |                |                | 3:57    |  |
| 2.             | "Tuesday"                       |                |                | 3:03    |  |
| 3.             | "Dream"                         |                |                | 2:40    |  |
| 4.             | "Independent Love Song"         |                |                | 3:50    |  |
| 5.             | "Too Much Perfection"           |                |                | 1:45    |  |
| 6.             | "I Looked Up"                   |                |                | 2:57    |  |
| 7.             | "Ice Cream"                     |                |                | 2:46    |  |
| 8.             | "In Winter"                     |                |                | 1:51    |  |
| 9.             | "Amelia and the King of Plants" |                |                | 3:09    |  |
| 10.            | "Family"                        |                |                | 2:14    |  |
| 11.            | "Wait"                          |                |                | 1:58    |  |
| 12.            | "Killing Time"                  |                |                | 3:33    |  |
| 13.            | "Nervous Heart"                 |                |                | 3:24    |  |
| 14.            | "Snow Fell On Walter"           |                |                | 2:29    |  |
| Duração total: | Duração total:                  | Duração total: | Duração total: | 36:16   |  |